# Mariusz Pudzianowski
Mariusz Zbigniew Pudzianowski (Biała Rawska, 7. veljače 1977.) - poljski snagator i natjecatelj mješovitih borilačkih vještina. Bio je pet puta svjetski prvak u natjecanju snagatora (eng. World's Strongest Man), a dva puta je osvojio drugo mjesto. Smatra se najboljim natjecateljem u povijesti natjecanja snagatora.
Pudzianowski je počeo trenirati 1990. godine. Pobijedio je na natjecanju snagatora (eng. World's Strongest Man) 2002., 2003., 2005., 2007. i 2008., a bio je drugi 2005. i 2009. Sudjelovao je i pobjeđivao i na desecima drugih natjecanja snagatora širom svijeta. 
Amaterski je trenirao Kyokushin karate i boks. Pudzianowski je također igrao ragbi u poljskom gradu Łódźu. Osnovao je školu za tjelesnu zaštitu 2005. godine, gdje se školuju zaštitari. U svibnju 2008., diplomirao je kao prvostupnik socijalne politike na poslovnoj školi u Łódźu. 
U prosincu 2009., debitirao je u mješovitim borilačkim vještinama (MMA). 
Nastupio je u poljskom Plesu sa zvijezdama i došao do finala.